# 윤형숙
윤형숙(尹亨淑, 1900년 9월 13일 ~ 1950년 9월 28일)은 대한민국의 독립유공자이다.

## 생애
전라남도 여천(麗川) 화양면(華陽面) 창무리(倉武里)에서 윤치운(尹致雲)의 3남 2녀 중 장녀로 태어났다. 이명(異名)은	윤혈녀(尹血女)였다.
1919년 서울을 기점으로 3‧1독립만세시위가 일어났으며, 광주(光州)에서도 3월 10일 장날을 기하여 1,000여 명의 군중이 모여 대한독립만세를 외쳤다. 당시 전라남도 순천(順天)의 성서학원을 졸업하고 광주 수피아여고에 재학 중이던 윤형숙도 만세시위에 참여하였는데, 당시 시위대의 맨 앞에 서서 만세를 외치다가 일본 헌병이 내리친 칼에 왼팔이 잘리는 부상을 입었다. 잘려나간 팔이 붉은 피를 뿌리며 땅에 떨어지자 그는 유혈이 낭자한 몸으로 오른팔로 땅에 떨어진 태극기를 주워들고 높이 흔들면서 ‘대한독립만세’를 외쳤다.
윤 열사는 일본 헌병에 체포돼 제대로 치료를 받지도 못하고 가혹한 고문을 받다 오른쪽 눈마저 멀었다. 팔이 잘린 그는 재판정에도 나가지도 못했고 광주지방법원에서 보안법 위반으로 궐석재판으로 징역 4개월 형에다 4년 연금형을 더한 판결을 받았다. 이후 혈녀(血女)라는 이름을 얻었다. 학적부와 판결문에도 윤형숙이라는 본명 대신 ‘윤혈녀’로 적혀 있다.
감옥을 나와 함경남도 원산(元山) 마루다 신학교에 입학하였으나, 고문의 후유증으로 학업을 중단하고 요양을 하기 위하여 전라북도 고창(高敞)에 내려왔다. 그는 고창 유치원에서 6년간 강사를 하였으며, 여수 봉산동(鳳山洞)에 봉산교회가 설립되자 전도사로 일하였으며 교회 내 설립된 봉산(鳳山)학원에서 교원을 맡아 문맹퇴치에 앞장섰다. 이후 여수제일교회를 거쳐 중앙교회의 전도사로 일하던 중 8‧15해방을 맞았다.
1950년 6‧25전쟁이 일어났을 때 전도사라는 이유로 인민군에게 붙잡혀 9월 28일 여수시(麗水市) 둔덕동(屯德洞) 과수원에서 손양원(孫良源) 목사와 함께 인민군들의 총에 죽음을 당하였다.

## 사후 바람 노래
결혼을 하지 않아 슬하에 자녀가 없었다. 묘는 전라남도 여천군 소라면(召羅面) 관기리(館基里)에 있다.
정부는 그의 공훈을 기리어 2004년 건국포장을였다.